# Kute Kering
Kute Kering is een bestuurslaag in het regentschap Bener Meriah van de provincie Atjeh, Indonesië. Kute Kering telt 368 inwoners (volkstelling 2010).